# Campeonato Europeu de Patinação Artística no Gelo de 1961
O Campeonato Europeu de Patinação Artística no Gelo de 1961 foi a quinquagésima terceira edição do Campeonato Europeu de Patinação Artística no Gelo, um evento anual de patinação artística no gelo organizado pela União Internacional de Patinação (em inglês:  International Skating Union) onde os patinadores artísticos competem pelo título de campeão europeu. A competição foi disputada entre os dias 26 de janeiro e 29 de janeiro, na cidade de Berlim Ocidental, Alemanha Ocidental.

## Eventos
- Individual masculino
- Individual feminino
- Duplas
- Dança no gelo

## Medalhistas
| Evento                        | Ouro                                                     | Prata                                            | Bronze                                          |
| Individual masculino detalhes | Alain Giletti · França                                   | Alain Calmat · França                            | Manfred Schnelldorfer · Alemanha Ocidental      |
| Individual feminino detalhes  | Sjoukje Dijkstra · Países Baixos                         | Regine Heitzer · Áustria                         | Jana Mrazkova · Tchecoslováquia                 |
| Duplas detalhes               | Marika Kilius · Hans-Jürgen Bäumler · Alemanha Ocidental | Margret Göbl · Franz Ningel · Alemanha Ocidental | Margit Senf · Peter Göbel · Alemanha Oriental   |
| Dança no gelo detalhes        | Doreen Denny · Courtney Jones · Reino Unido              | Christiane Guhel · Jean Paul Guhel · França      | Linda Shearman · Michael Philipps · Reino Unido |

## Resultados

### Individual masculino
| Pos.              | Nome                  | Nacionalidade      | Pontos |
| ----------------- | --------------------- | ------------------ | ------ |
| Medalha de ouro   | Alain Giletti         | França             | 9      |
| Medalha de prata  | Alain Calmat          | França             | 11     |
| Medalha de bronze | Manfred Schnelldorfer | Alemanha Ocidental | 23     |
| 4                 | Peter Jonas           | Áustria            | 37     |
| 5                 | Emmerich Danzer       | Áustria            | 51.5   |
| 6                 | Robin Jones           | Reino Unido        | 55.5   |
| 7                 | Sepp Schönmetzler     | Alemanha Ocidental | 65     |
| 8                 | Bodo Bockenauer       | Alemanha Oriental  | 80     |
| 9                 | Heinrich Podhasjski   | Áustria            | 79     |
| 10                | Per Kjølberg          | Noruega            | 87     |
| 11                | Peter Krick           | Alemanha Ocidental | 91     |
| 12                | Wouter Toledo         | Países Baixos      | 111    |
| 13                | Michael Flebbe        | Alemanha Oriental  | 112    |
| 14                | Giordano Abbondati    | Itália             | 122    |
| 15                | Ragnar Wikström       | Finlândia          | 135    |

### Individual feminino
| Pos.              | Nome                         | Nacionalidade      | Pontos |
| ----------------- | ---------------------------- | ------------------ | ------ |
| Medalha de ouro   | Sjoukje Dijkstra             | Países Baixos      | 9      |
| Medalha de prata  | Regine Heitzer               | Áustria            | 21     |
| Medalha de bronze | Jana Mrazkova                | Tchecoslováquia    | 26     |
| 4                 | Karin Frohner                | Áustria            | 49     |
| 5                 | Dany Rigoulot                | França             | 57     |
| 6                 | Helli Sengstschmidt          | Áustria            | 58     |
| 7                 | Eva Grozajova                | Tchecoslováquia    | 77     |
| 8                 | Nicole Hassler               | França             | 73     |
| 9                 | Diana Clifton-Peach          | Reino Unido        | 66     |
| 10                | Jitka Hlavackova             | Tchecoslováquia    | 83     |
| 11                | Anne Reynolds                | Reino Unido        | 85     |
| 12                | Karin Gude                   | Alemanha Ocidental | 90     |
| 13                | Fränzi Schmidt               | Suíça              | 115    |
| 14                | Christa Fassi-von Kuczkowski | Itália             | 136    |
| 15                | Daniéle Giraud               | França             | 141    |
| 16                | Urusla Barkey                | Alemanha Ocidental | 147    |
| 17                | Eva Czoma                    | Hungria            | 162    |
| 18                | Helga Zöllner                | Hungria            | 175    |
| 19                | Dorette Bek                  | Suíça              | 169    |
| 20                | Silvana Saccozzi             | Itália             | 179    |
| 21                | Gabriele Seyfert             | Alemanha Oriental  | 178    |
| 22                | Sandra Brugnera              | Itália             | 190    |
| 23                | Heidemarie Steiner           | Alemanha Oriental  | 188    |
| 24                | Willie ten Hoopen            | Países Baixos      | 216    |

### Duplas
| Pos.              | Nome                                | Nacionalidade      | Pontos |
| ----------------- | ----------------------------------- | ------------------ | ------ |
| Medalha de ouro   | Marika Kilius / Hans-Jürgen Bäumler | Alemanha Ocidental | 13     |
| Medalha de prata  | Margret Göbl / Franz Ningel         | Alemanha Ocidental | 14     |
| Medalha de bronze | Margit Senf / Peter Göbel           | Alemanha Oriental  | 38.5   |
| 4                 | Rita Blumenberg / Werner Mensching  | Alemanha Ocidental | 36     |
| 5                 | Diana Hinko / Heinz Döpfl           | Áustria            | 43.5   |
| 6                 | Hana Dvorakova / Karel Vosatka      | Tchecoslováquia    | 52.5   |
| 7                 | Valerie Hunt / Peter Burrows        | Reino Unido        | 69.5   |
| 8                 | Gerda Johner / Rüdi Johner          | Suíça              | 74.5   |
| 9                 | Irene Müller / Hans-Georg Dallmer   | Alemanha Oriental  | 75.5   |
| 10                | Renate Rößler / Klaus Wasserfuhr    | Alemanha Oriental  | 78     |

### Dança no gelo
| Pos.              | Nome                                         | Nacionalidade      | Pontos |
| ----------------- | -------------------------------------------- | ------------------ | ------ |
| Medalha de ouro   | Doreen Denny / Courtney Jones                | Reino Unido        | 7      |
| Medalha de prata  | Christiane Guhel / Jean Paul Guhel           | França             | 14     |
| Medalha de bronze | Linda Shearman / Michael Philipps            | Reino Unido        | 25     |
| 4                 | Mary Parry / Roy Mason                       | Reino Unido        | 26     |
| 5                 | Eva Romanová / Pavel Roman                   | Tchecoslováquia    | 33     |
| 6                 | Rita Paucka / Peter Kwiet                    | Alemanha Ocidental | 46     |
| 7                 | Olga Gilardi / Germano Ceccatini             | Itália             | 47     |
| 8                 | Maria Grazia Boccacci / Gianfranco Canepa    | Itália             | 63     |
| 9                 | Armelle Flichy / Pierre Brun                 | França             | 65     |
| 10                | Jitka Babická / Jaromír Holan                | Tchecoslováquia    | 73     |
| 11                | György Korda / Pal Vásárhelyi                | Hungria            | 72     |
| 12                | Christel Trebesiner / Gerald Felsinger       | Áustria            | 87     |
| 13                | Margo Nissen / Klaus Ebel                    | Alemanha Ocidental | 87     |
| 14                | Marlyse Fornachon / Charly Pichard           | Suíça              | 95     |
| 15                | Martha Schamberger / Hans-Jürgen Schamberger | Alemanha Ocidental | 98     |

## Quadro de medalhas
| Ordem | País               | Medalha de ouro | Medalha de prata | Medalha de bronze |    | Ordem por total |
| ----- | ------------------ | --------------- | ---------------- | ----------------- | -- | --------------- |
| 1     | França             | 1               | 2                |                   | 3  | 1               |
| 2     | Alemanha Ocidental | 1               | 1                | 1                 | 3  | 1               |
| 3     | Reino Unido        | 1               |                  | 1                 | 2  | 3               |
| 4     | Países Baixos      | 1               |                  |                   | 1  | 5               |
| 5     | Áustria            |                 | 1                |                   | 2  | 3               |
| 6     | União Soviética    |                 |                  | 1                 | 1  | 5               |
| 6     | Tchecoslováquia    |                 |                  | 1                 | 1  | 5               |
| TOTAL | TOTAL              | 4               | 4                | 4                 | 12 | —               |